# Nunatak Shpil’
Der Nunatak Shpil’ (englische Transkription von russisch Нунатаки Шпиль Nunatak Schpil, deutsch ‚Turm-Nunatak‘) ist ein Nunatak im ostantarktischen Mac-Robertson-Land. In den Framnes Mountains ragt er im Süden der Sørtindane am südlichen Ende der David Range auf.
Russische Wissenschaftler benannten ihn deskriptiv.